# Афаліна індійська
Афалі́на інді́йська (Tursiops aduncus) — вид морських ссавців роду Афаліна (Tursiops) з родини дельфінових (Delphinidae).

## Поширення
Вид поширений у теплих прибережних водах Індійського та Тихого океанів від Південної Африки на заході й по узбережжю океану включаючи Червоне море, Перську затоку й Індо-Малайський архіпелаг на схід до Соломонових островів, південної частини Японії і південного сходу Австралії. Іноді зустрічаються у змішаних групах із афаліною звичайною та іншими видами дельфінових. 

## Біологія
Харчуються найрізноманітнішими стадними, донними і рифовими рибами, а також головоногими молюсками.

## Опис
Т. aduncus нагадує Т. truncatus, маючи порівняно кремезне тіло, помірно довгий дзьоб і серпоподібний спинний плавець. Тим не менш, Т. aduncus, як правило, менший, має пропорційно більший дзьоб і, що найбільш відмінне, у нього на животі розвиваються плями приблизно в час статевої зрілості. Таксономічний статус Tursiops aduncus був непевний до 1999 року, коли Венг та ін. (1999) підтвердили, що в китайських водах є два генетично різних морфотипи афалін, Т. truncatus і Т. aduncus, що існували в симпатрії. Вони можуть бути знайдені на понад 200 метровій глибині, але зустрічаються найчастіше в водах над 100 м глибиною. Схоже, що найоптимальніша температура води для них: 20-30°С, мінімум, 12 °C. Вагітність триває 12 місяців, малята народжуються 105 см довжини й 15.5 кг ваги. Статевої зрілості самці досягають в 13 років. Вони можуть жити понад 36 років. Розміри географічно варіюють, максимальні зафіксовані розміри: довжина 2.7 метрів при 230 кг.